# 사샤 레반도프스키
사샤 레반도프스키(Sascha Lewandowski, 1971년 10월 5일 ~ 2016년 6월 8일)는 과거 독일의 축구 감독이다.

## 감독 경력
사샤 레반도프스키는 2006년 7월 1일 VfL 보훔의 감독직을 맡아 2006년 12월 31일까지 역임했다.
2007년 레반도프스키는 바이어 04 레버쿠젠의 유소년팀을 맡았다. 2011-12 시즌 중반 사미 휘피애와 공동 감독직을 잠깐 맡았다. 2012-13 시즌 이후 사미 휘피애가 레버쿠젠의 유일한 감독을 맡게되고, 레반도프스키는 유소년팀으로 돌아갔다. 2014년 4월 5일 사미 휘피애가 경질되자, 감독대행직을 맡게 되었다. 2014년 4월 25일 후임 사령탑으로 로거 슈미트가 선임되었고, 임기는 2013-14 시즌부터 시작되는 것이었다. 레반도프스키는 해당 시즌 종료까지 5승 1무를 기록했다.
2015년 9월 1일 우니온 베를린의 감독으로 부임했다. 그러나 번아웃 증후군에 시달린 그는 의료 조언에 따라 2016년 3월 4일 감독직을 내려놓았다. 당시 우니온 베를린은 5승 4무 5패를 기록했다.

## 그 외
2016년 6월 9일 사샤 레반도프스키는 보훔에 있는 그의 자택에서 숨진 채 발견되었다.